# Nothotsuga longibracteata
Genre
Espèce
Statut de conservation UICN

 NT  : Quasi menacé
Nothotsuga est un genre de conifères de la famille des Pinaceae, très proche des genres Tsuga et Keteleeria. Le genre ne compte qu'une seule espèce, Nothotsuga longibracteata, appelé par les Américains Bristlecone Hemlock, que l'on pourrait traduire par pruche à cônes hirsutes. Cette appellation ne doit pas induire de confusion avec le pin Bristlecone.
Ce conifère sempervirent se rencontre au sud-est de la Chine dans les provinces du Fujian,Guangdong,Guizhou et Hunan jusqu'à 1900 m d'altitude. Il peut mesurer jusqu'à 30 mètres de haut.
Découvert en 1932, il était auparavant classé comme Tsuga longibracteata. C'est seulement en 1989 que la recherche indiqua qu'il s'agissait en fait d'un genre distinct. Très rare, il est désormais protégé pour faire face à la déforestation.

### GenreNothotsuga
- (en) World Checklist of Selected Plant Families (WCSP) : Nothotsuga H.H.Hu ex C.N.Page (1988 publ. 1989)
- (en) NCBI : Nothotsuga (taxons inclus) (consulté le 12 mars 2012)
- (en) UICN : taxon  Nothotsuga  (consulté le 7 janvier 2023)
- (en) GRIN : genre Nothotsuga  Hu ex C. N. Page (+liste d'espèces contenant des synonymes) (consulté le 12 mars 2012)

### EspèceNothotsuga longibracteata
- (en) World Checklist of Selected Plant Families (WCSP) : Nothotsuga longibracteata
- (en) Catalogue of Life : Nothotsuga longibracteata (W. C. Cheng) H. H. Hu ex C. N. Page (consulté le 19 décembre 2020)
- (en) NCBI : Nothotsuga longibracteata (taxons inclus) (consulté le 12 mars 2012)
- (en) UICN : espèce Nothotsuga longibracteata (W.C.Cheng) Hu ex C.N.Page (consulté le 1er janvier 2024)
- (en) GRIN : espèce Nothotsuga longibracteata  (W. C. Cheng) Hu ex C. N. Page (consulté le 12 mars 2012)